# LINE Financial
LINE Financial株式会社（ラインフィナンシャル、英: LINE Financial Corporation）は、LINEヤフー傘下の中間金融持株会社。2023年に紀尾井町1号株式会社（きおいちょういちごう）に商号変更している。
海外でもメッセンジャーアプリのLINEが広まっている諸国を中心に展開しており、子会社の「LINE Financial Asia」がタイ王国で現地のカシコン銀行と合弁で設立した「KASIKORN LINE」や、台湾で孫会社の「LINE Financial Taiwan」が複数の現地企業と共同出資した「LINE Bank Taiwan」、インドネシアでLINE Financial Asiaが韓国の金融大手ハナ金融グループと提携して同グループの現地子会社である「PT Bank KEB Hana Indonesia」を通じてネットバンキングのサービスを開始していることなどがある。
2020年4月、LINE Financial Asiaの全株式を2018年設立の「LINE Financial Plus」に移動した。
2023年3月、みずほ銀行と共同出資した上で設立準備を進めていた「LINE銀行」の開業を断念することを発表した。
2023年6月、LINE証券の事業再編を行い、証券業務を野村ホールディングス傘下の野村證券に移管し、外国為替証拠金取引（FX）の業務に特化することを発表した。これにより、証券事業からは事実上撤退することになった。
かつて野村ホールディングスと共同出資の「LINE証券」、みずほ銀行と共同出資の「LINE Credit」などを傘下に収めていたが、グループ再編により、LINEヤフー子会社のZフィナンシャルに移管され、LINE Bank清算会社の持株会社として存続している。